# Thesium corsalpinum
Thesium corsalpinum är en sandelträdsväxtart som beskrevs av Radovan Hendrych. Thesium corsalpinum ingår i släktet spindelörter, och familjen sandelträdsväxter. Inga underarter finns listade i Catalogue of Life.